# Loch Hallan
Loch Hallan är en sjö i Storbritannien.   Den ligger i kommunen Yttre Hebriderna och riksdelen Skottland, i den nordvästra delen av landet, 800 km nordväst om huvudstaden London. Loch Hallan ligger 5 meter över havet. Den ligger på ön South Uist.Trakten runt Loch Hallan består i huvudsak av gräsmarker.